# Calor latent
La calor latent, calor de transformació o calor de canvi d'estat és la quantitat d'energia per unitat de massa absorbida o alliberada per una substància química per tal d'aconseguir un canvi d'estat i sense variar la seva temperatura. Seria la quantitat de calor bescanviat durant una transició entre dos estat (de líquid a sòlid, de líquid a gas, etc.) i aquesta calor bescanviada depèn principalment del tipus de substància i de l'estat inicial i final. El terme va ser introduït vers el 1750 pel metge, físic i químic escocès Joseph Black.
La teoria cinètica interpreta la calor latent de la manera següent: durant la transició entre dos estats d'un sistema termodinàmic, l'energia proporcionada (absorbida) per la substància no ha d'incrementar (o decrementar) la seva temperatura, sinó que actua sobre els enllaços intermoleculars. Per exemple, si fem bullir aigua, la calor subministrada no elevarà la seva temperatura per sobre de 100 °C, però servirà per trencar els enllaços entre les seves molècules fins que es transformi completament en vapor.
| Calor latent i temperatura del canvi d'estat d'algunes substàncies a la pressió atmosfèrica |                               |                           |                                  |                              |
| Substància                                                                                  | Calor latent de fusió [kJ/kg] | Temperatura de fusió [°C] | Calor latent d'ebullició [kJ/kg] | Temperatura d'ebullició [°C] |
| Oxigen                                                                                      | 14                            | -218,18                   | 220                              | -183                         |
| Etanol                                                                                      | 105                           | -114                      | 870                              | 78                           |
| Aigua                                                                                       | 335                           | 0                         | 2251                             | 100                          |
| Plom                                                                                        | 25                            | 327                       | 900                              | 1750                         |
| Plata                                                                                       | 88                            | 961                       | 2300                             | 2193                         |
| Tungstè                                                                                     | 184                           | 3410                      | 4800                             | 5900                         |